# Dennis Chessa
Dennis Chessa (* 19. Oktober 1992 in Günzburg) ist ein deutscher Fußballspieler. Der Spieler des SSV Ulm 1846, bei dem er nach mehreren Jahren in der Jugend seit 2022 wieder unter Vertrag steht und für den er seither in der 2. Bundesliga, 3. Liga und Regionalliga Südwest auflief, wird meist auf der linken Seite entweder in der Abwehr oder im Mittelfeld eingesetzt.

## Sportlicher Werdegang

### Vereinskarriere
Zum 1. August 2008 wechselte Dennis Chessa aus der Fußballabteilung des SSV Ulm 1846 in die Jugendabteilung des FC Bayern München und erhielt einen bis 2011 gültigen Vertrag. Am 27. Juni 2009 wurde er zu Beginn der Verlängerung im Finale um die deutsche B-Junioren-Meisterschaft eingewechselt, das mit 1:3 gegen den VfB Stuttgart verloren wurde. Ab der Saison 2009/10 spielte er für die A-Junioren des FC Bayern München in der A-Junioren-Bundesliga (Staffel Süd/Südwest).
Chessa debütierte am 10. April 2010 (33. Spieltag) in der 3. Liga beim 3:0-Sieg im Heimspiel gegen Borussia Dortmund II, als er in der 88. Minute für Christoph Knasmüllner eingewechselt wurde. Nachdem er als Juniorenspieler bereits zu vier Einsätzen in der 3. Liga gekommen war, gehörte er ab der Saison 2011/12 zum Kader der zweiten Mannschaft, die in der viertklassigen Regionalliga Bayern ihre Spiele bestritt. Sein erstes Ligator im Seniorenbereich erzielte er am 12. Dezember 2011 (21. Spieltag) beim 2:2 im Heimspiel gegen den SV Waldhof Mannheim mit dem Treffer zum 1:0 in der 44. Minute.
Im Sommer 2014 wechselte Chessa zum Zweitligisten VfR Aalen, bei dem er einen Zweijahresvertrag unterzeichnete. Am 23. September 2014 debütierte er in der 2. Bundesliga, als er in der 81. Minute für Michael Klauß beim 1:1 im Auswärtsspiel gegen die SpVgg Greuther Fürth eingewechselt wurde. Während er im Lauf der Hinrunde noch nur vereinzelt zum Einsatz kam, erhielt er in der Rückrunde mehr Spielzeit auf der linken Außenbahn, sodass er bis zum Saisonende auf insgesamt 16 Zweitliga-Einsätze kam. Im Sommer 2015 stieg er mit der Mannschaft in die dritte Liga ab. Dort konnte er sich zu Beginn der folgenden Saison zunächst als Stammspieler durchsetzen, ehe er ab November 2015 über vier Monate lang verletzt ausfiel und erst in der Endphase der Saison wieder in die Mannschaft zurückkehrte.
Zur Saison 2016/17 wechselte Chessa zum österreichischen Bundesligisten SV Ried, bei dem er einen bis zum 30. Juni 2018 gültigen Vertrag erhielt. Sein Debüt in der höchsten österreichischen Spielklasse gab er am zweiten Spieltag beim 1:0-Sieg im Heimspiel gegen den SK Sturm Graz.
Nach dem Abstieg aus der Bundesliga kehrte er zur Saison 2017/18 nach Deutschland zurück, wo er sich dem Regionalligisten KFC Uerdingen 05 anschloss, bei dem er einen bis Juni 2018 laufenden Vertrag erhielt. Nach dem Aufstieg mit dem KFC als Regionalligameister wurde Chessa nur noch als Einwechselspieler eingesetzt und kam in der 3. Liga auf lediglich sechs Spiele. Sein zum Saisonende auslaufender Vertrag wurde nicht mehr verlängert.
Zur Saison 2019/20 verpflichtete der FK Pirmasens, der in der viertklassigen Regionalliga Südwest spielt, den Defensivspieler und stattete ihn mit einem Einjahresvertrag aus.
Zur Saison 2021/22 wurde er vom Ligakonkurrenten TSV Steinbach Haiger verpflichtet und mit einem bis zum 30. Juni 2023 gültigen Vertrag ausgestattet.
Am 11. Juni 2022 bestätigte der Steinbacher Ligakonkurrent SSV Ulm 1846 zum Saisonbeginn 2022/23 seine Rückkehr nach Ulm. Nach einer Muskelverletzung kurz nach Saisonbeginn dauerte es etwas, ehe er sich bei den „Spatzen“ einen Stammplatz erobern konnte. Zudem sah er im Aufstiegskampf in der Regionalliga beim 0:0-Remis gegen den Konkurrenten FC 08 Homburg am 28. Spieltag Mitte April eine Rote Karte, so dass er nach Absitzen einer Sperre von drei Spielen insgesamt nur 22 Meisterschaftsspiele in der Offensive bestreiten konnte. Dabei trug er mit vier Saisontoren zum Aufstieg in die 3. Liga bei. Hier gehörte er unter Trainer Thomas Wörle nahezu unumstritten zu den Stammspielern, bei 36 Saisoneinsätzen wurde er viermal eingewechselt. Mit acht Saisontoren war er hinter Antreiber und Spielmacher Leonardo Scienza zweitbester vereinsinterner Torschütze, als die Mannschaft mit einer Serie von 18 Spielen ohne Niederlage am Saisonende sich gegen die Konkurrenz durchsetzte und als Drittligameister den direkten Durchmarsch in die 2. Bundesliga schaffte. Dort war er anfangs Stammspieler und bereitete in den ersten zehn Saisonspielen drei Treffer vor, im Abstiegskampf rutschte er jedoch zeitweise ins zweite Glied und fand nach einem Trainerwechsel zu Robert Lechleiter im März 2025 zunächst keine Berücksichtigung auf dem Spielfeld mehr. Am Ende der Spielzeit 2024/25 stieg er mit dem Klub wieder in die Drittklassigkeit ab.

### Nationalmannschaft
Sein erstes Spiel im Trikot der U16-Nationalmannschaft bestritt Chessa am 22. September 2007 in Meerbusch-Büderich beim 3:1-Sieg gegen die U16-Nationalmannschaft Dänemarks. Zwei Tage später, bei der 0:1-Niederlage in Wülfrath, spielte er erneut gegen diese Auswahlmannschaft. Am 23. und 25. November 2007 kam er zu zwei weiteren Einsätzen gegen Tunesiens Auswahlmannschaft, die in Sousse mit 1:1 und 1:0 endeten.
In der U17-Nationalmannschaft debütierte er am 14. Oktober 2008 in Bad Brückenau beim 1:0-Sieg gegen die U17-Nationalmannschaft Tschechiens. Am 17. und 19. Oktober 2008 bestritt er in Hanau und Aschaffenburg seine beiden letzten Länderspiele, die gegen die U17-Nationalmannschaft Russlands mit 5:0 und 0:0 endeten.

## Erfolge
- Finalist Deutsche B-Jugend-Meisterschaft 2009 (mit dem FC Bayern München)
- Meister Regionalliga Bayern 2014 (mit dem FC Bayern München)
- Meister Regionalliga West 2018 und Aufstieg in die 3. Liga (mit dem KFC Uerdingen 05)
- Niederrheinpokal-Sieger 2019 (mit dem KFC Uerdingen 05)
- Meister Regionalliga Südwest 2023 und Aufstieg in die 3. Liga (mit dem SSV Ulm 1846)
- Meister 3. Liga 2024 und Aufstieg in die 2. Bundesliga (mit dem SSV Ulm 1846)